# Temporada 2005-06 de l'NBA
La temporada 2005-06 de l'NBA fou la seixantena de la història de l'NBA. Començà l'1 de novembre de 2005 i finalitzà el 19 d'abril de 2006. Els playoffs s'iniciaren el 22 d'abril de 2006 i acabaren el 20 de juny de 2006. Miami Heat fou el campió després de guanyar a Dallas Mavericks per 4-2.

## Aspectes més rellevants
- A primers d'any, un nou codi en la vestimenta fou posat en pràctica pel comissionat David Stern.
- Miami Heat guanyà el primer campionat en la seva història. Així, es convertí en la tercera franquícia (junt amb Boston Celtics el 1969 i Portland Trail Blazers el 1977) en guanyar l'anell després de perdre els dos primers partits de les Finals. També és el primer dels quatre equips en expansió de la temporada 1988-89 en aconseguir un campionat.
- L'All-Star Game es jugà el 19 de febrer de 2006 en el Toyota Center de Houston. L'Est guanyà a l'Oest per 122-120. LeBron James, dels Cleveland Cavaliers, fou l'MVP del partit.
- Degut als desastres provocats per l'huracà Katrina, New Orleans Hornets jugà 32 partits com a local en el Ford Center d'Oklahoma City, 6 en el Pete Maravich Assembly Center de la Universitat de Louisiana State i 3 en el New Orleans Arena en el mes de març. Durant la temporada, la franquícia fue oficialment coneguda com a New Orleans/Oklahoma City Hornets.
- En aquesta temporada es compliren 30 anys de l'absorció de quatre Equips de la ABA a l'NBA: Indiana Pacers, New Jersey Nets, Denver Nuggets i San Antonio Spurs, tots ells el 1976.
- El 22 de gener de 2006, Kobe Bryant anotà 81 punts davant Toronto Raptors. Aquesta anotació és la segona millor en la història de la lliga, per darrere dels 100 punts de Wilt Chamberlain el 1962.
- Scottie Pippen (Chicago Bulls), Karl Malone (Utah Jazz) i Reggie Miller (Indiana Pacers) foren homenatjats amb la retirada dels seus dorsals en els seus respectius equips.
- Por cinquè any consecutiu, l'NBA continuà amb el seu programa de Hardwood Classics. Bulls, Rockets, Clippers, Grizzlies, Heat, Nets, Knicks, Magic, Suns, Sonics i Wizards participaren portant samarretes retro en determinats partits.
- En el darrer partit de la temporada regular, Ray Allen va batre el rècord de més triples anotats en una temporada, amb la xifra de 269.
- Les Finals de l'NBA foren irònicament conegudes com a "American Airlines" perquè ambdós equips juguen en pavellons patrocinats per la companyia aèria. Miami Heat disputa els seus partits en el American Airlines Arena mentre que Dallas Mavericks ho fa en el American Airlines Center.

## Classificacions
| Conferència Est   |                         |    |    |      |    |
| Divisió Atlàntica |                         |    |    |      |    |
| #                 | Equip                   | V  | D  | %V   | P  |
| 1                 | New Jersey Nets (3)     | 49 | 33 | ,598 | -  |
| 2                 | Philadelphia 76ers      | 38 | 44 | ,463 | 11 |
| 3                 | Boston Celtics          | 33 | 49 | ,402 | 16 |
| 4                 | Toronto Raptors         | 27 | 55 | ,329 | 22 |
| 5                 | New York Knicks         | 23 | 59 | ,280 | 26 |
| Divisió Central   |                         |    |    |      |    |
| #                 | Equip                   | V  | D  | %V   | P  |
| 1                 | Detroit Pistons (1)     | 64 | 18 | ,780 | -  |
| 2                 | Cleveland Cavaliers (4) | 50 | 32 | ,610 | 14 |
| 3                 | Indiana Pacers (6)      | 41 | 41 | ,500 | 23 |
| 4                 | Chicago Bulls (7)       | 41 | 41 | ,500 | 23 |
| 5                 | Milwaukee Bucks (8)     | 40 | 42 | ,488 | 24 |
| Divisió Sud-est   |                         |    |    |      |    |
| #                 | Equip                   | V  | D  | %V   | P  |
| 1                 | Miami Heat (2)          | 52 | 30 | ,634 | -  |
| 2                 | Washington Wizards (5)  | 42 | 40 | ,512 | 10 |
| 3                 | Orlando Magic           | 36 | 46 | ,439 | 16 |
| 4                 | Charlotte Bobcats       | 26 | 56 | ,317 | 26 |
| 5                 | Atlanta Hawks           | 26 | 56 | ,317 | 26 |

| Conferència Oest  |                          |    |    |      |    |
| Divisió Nord-oest |                          |    |    |      |    |
| #                 | Equip                    | V  | D  | %V   | P  |
| 1                 | Denver Nuggets (3)       | 44 | 38 | ,537 | -  |
| 2                 | Utah Jazz                | 41 | 41 | ,500 | 3  |
| 3                 | Seattle SuperSonics      | 35 | 47 | ,427 | 9  |
| 4                 | Minnesota Timberwolves   | 33 | 49 | ,402 | 11 |
| 5                 | Portland Trail Blazers   | 21 | 61 | ,256 | 23 |
| Divisió Pacífic   |                          |    |    |      |    |
| #                 | Equip                    | V  | D  | %V   | P  |
| 1                 | Phoenix Suns (2)         | 54 | 28 | ,659 | -  |
| 2                 | Los Angeles Clippers (6) | 47 | 35 | ,573 | 7  |
| 3                 | Los Angeles Lakers (7)   | 45 | 37 | ,549 | 9  |
| 4                 | Sacramento Kings (8)     | 44 | 38 | ,537 | 10 |
| 5                 | Golden State Warriors    | 34 | 48 | ,415 | 20 |
| Divisió Sud-oest  |                          |    |    |      |    |
| #                 | Equip                    | V  | D  | %V   | P  |
| 1                 | San Antonio Spurs (1)    | 63 | 19 | ,768 | -  |
| 2                 | Dallas Mavericks (4)     | 60 | 22 | ,732 | 3  |
| 3                 | Memphis Grizzlies (5)    | 49 | 33 | ,598 | 14 |
| 4                 | NO/OKC Hornets           | 38 | 44 | ,463 | 25 |
| 5                 | Houston Rockets          | 34 | 48 | ,415 | 29 |

* V: victòries
* D: Derrotes
* %V: Percentatge de victòries
* P: Diferència de partits respecte al primer lloc

## Playoffs
Els equips en negreta van avançar fins a la següent ronda. Els números a l'esquerra de cada equip indiquen la posició de l'equip en la seva conferència, i els números a la dreta indiquen el nombre de partits que l'equip va guanyar en aquesta ronda. Els campions de divisió estan marcats per un asterisc. L'avantatge de pista local no pertany necessàriament a l'equip de posició més alta al seu grup, sinó a l'equip amb un millor rècord a la temporada regular; els equips que gaudeixen de l'avantatge de casa es mostren en cursiva.
|  | Primera Ronda | Primera Ronda | Primera Ronda |   |               | Semifinals de Conferència | Semifinals de Conferència | Semifinals de Conferència |  |    | Finals de Conferència | Finals de Conferència | Finals de Conferència |  |    | Final NBA | Final NBA | Final NBA |
|  |               |               |               |   |               |                           |                           |                           |  |    |                       |                       |                       |  |    |           |           |           |
|  | E1            | * Detroit     | 4             |   |               |                           |                           |                           |  |    |                       |                       |                       |  |    |           |           |           |
|  | E8            | Milwaukee     | 1             |   |               |                           |                           |                           |  |    |                       |                       |                       |  |    |           |           |           |
|  | E8            | Milwaukee     | 1             |   | E1            | * Detroit                 | 4                         |                           |  |    |                       |                       |                       |  |    |           |           |           |
|  |               |               |               |   | E1            | * Detroit                 | 4                         |                           |  |    |                       |                       |                       |  |    |           |           |           |
|  |               | E4            | Cleveland     | 3 |               |                           |                           |                           |  |    |                       |                       |                       |  |    |           |           |           |
|  | E4            | E4            | Cleveland     | 3 | Cleveland     | 4                         |                           |                           |  |    |                       |                       |                       |  |    |           |           |           |
|  | E4            |               |               |   | Cleveland     | 4                         |                           |                           |  |    |                       |                       |                       |  |    |           |           |           |
|  | E5            | Washington    | 2             |   |               |                           |                           |                           |  |    |                       |                       |                       |  |    |           |           |           |
|  | E5            | Washington    | 2             |   |               |                           |                           |                           |  | E1 | * Detroit             | 2                     |                       |  |    |           |           |           |
|  |               |               |               |   |               |                           |                           |                           |  | E1 | * Detroit             | 2                     |                       |  |    |           |           |           |
|  |               | E2            | * Miami       | 4 |               |                           |                           |                           |  |    |                       |                       |                       |  |    |           |           |           |
|  | E3            | E2            | * Miami       | 4 | * New Jersey  | 4                         |                           |                           |  |    |                       |                       |                       |  |    |           |           |           |
|  | E3            |               |               |   | * New Jersey  | 4                         |                           |                           |  |    |                       |                       |                       |  |    |           |           |           |
|  | E6            | Indiana       | 2             |   |               |                           |                           |                           |  |    |                       |                       |                       |  |    |           |           |           |
|  | E6            | Indiana       | 2             |   | E3            | *New Jersey               | 1                         |                           |  |    |                       |                       |                       |  |    |           |           |           |
|  |               |               |               |   | E3            | *New Jersey               | 1                         |                           |  |    |                       |                       |                       |  |    |           |           |           |
|  |               | E2            | * Miami       | 4 |               |                           |                           |                           |  |    |                       |                       |                       |  |    |           |           |           |
|  | E2            | E2            | * Miami       | 4 | * Miami       | 4                         |                           |                           |  |    |                       |                       |                       |  |    |           |           |           |
|  | E2            |               |               |   | * Miami       | 4                         |                           |                           |  |    |                       |                       |                       |  |    |           |           |           |
|  | E7            | Chicago       | 2             |   |               |                           |                           |                           |  |    |                       |                       |                       |  |    |           |           |           |
|  | E7            | Chicago       | 2             |   |               |                           |                           |                           |  |    |                       |                       |                       |  | E2 | * Miami   | 4         |           |
|  |               |               |               |   |               |                           |                           |                           |  |    |                       |                       |                       |  | E2 | * Miami   | 4         |           |
|  |               | O4            | Dallas        | 2 |               |                           |                           |                           |  |    |                       |                       |                       |  |    |           |           |           |
|  | O1            | O4            | Dallas        | 2 | * San Antonio | 4                         |                           |                           |  |    |                       |                       |                       |  |    |           |           |           |
|  | O1            |               |               |   | * San Antonio | 4                         |                           |                           |  |    |                       |                       |                       |  |    |           |           |           |
|  | O8            | Sacramento    | 2             |   |               |                           |                           |                           |  |    |                       |                       |                       |  |    |           |           |           |
|  | O8            | Sacramento    | 2             |   | O1            | * San Antonio             | 3                         |                           |  |    |                       |                       |                       |  |    |           |           |           |
|  |               |               |               |   | O1            | * San Antonio             | 3                         |                           |  |    |                       |                       |                       |  |    |           |           |           |
|  |               | O4            | Dallas        | 4 |               |                           |                           |                           |  |    |                       |                       |                       |  |    |           |           |           |
|  | O4            | O4            | Dallas        | 4 | Dallas        | 4                         |                           |                           |  |    |                       |                       |                       |  |    |           |           |           |
|  | O4            |               |               |   | Dallas        | 4                         |                           |                           |  |    |                       |                       |                       |  |    |           |           |           |
|  | O5            | Memphis       | 0             |   |               |                           |                           |                           |  |    |                       |                       |                       |  |    |           |           |           |
|  | O5            | Memphis       | 0             |   |               |                           |                           |                           |  | O4 | Dallas                | 4                     |                       |  |    |           |           |           |
|  |               |               |               |   |               |                           |                           |                           |  | O4 | Dallas                | 4                     |                       |  |    |           |           |           |
|  |               | O2            | *Phoenix      | 2 |               |                           |                           |                           |  |    |                       |                       |                       |  |    |           |           |           |
|  | O3            | O2            | *Phoenix      | 2 | *Denver       | 1                         |                           |                           |  |    |                       |                       |                       |  |    |           |           |           |
|  | O3            |               |               |   | *Denver       | 1                         |                           |                           |  |    |                       |                       |                       |  |    |           |           |           |
|  | O6            | L.A. Clippers | 4             |   |               |                           |                           |                           |  |    |                       |                       |                       |  |    |           |           |           |
|  | O6            | L.A. Clippers | 4             |   | O6            | L.A. Clippers             | 3                         |                           |  |    |                       |                       |                       |  |    |           |           |           |
|  |               |               |               |   | O6            | L.A. Clippers             | 3                         |                           |  |    |                       |                       |                       |  |    |           |           |           |
|  |               | O2            | * Phoenix     | 4 |               |                           |                           |                           |  |    |                       |                       |                       |  |    |           |           |           |
|  | O2            | O2            | * Phoenix     | 4 | * Phoenix     | 4                         |                           |                           |  |    |                       |                       |                       |  |    |           |           |           |
|  | O2            |               |               |   | * Phoenix     | 4                         |                           |                           |  |    |                       |                       |                       |  |    |           |           |           |
|  | O7            | L.A. Lakers   | 3             |   |               |                           |                           |                           |  |    |                       |                       |                       |  |    |           |           |           |

## Estadístiques
| Categoria                   | Jugador          | Equip                  | Mitjana/% |
| --------------------------- | ---------------- | ---------------------- | --------- |
| Punts per partit            | Kobe Bryant      | Los Angeles Lakers     | 35,4      |
| Rebots per partit           | Kevin Garnett    | Minnesota Timberwolves | 12,7      |
| Assistències per partit     | Steve Nash       | Phoenix Suns           | 10,5      |
| Robatoris per partit        | Gerald Wallace   | Charlotte Bobcats      | 2,5       |
| Taps per partit             | Marcus Camby     | Denver Nuggets         | 3,3       |
| Percentatge de tirs de camp | Shaquille O'Neal | Miami Heat             | 60,0%     |
| Percentatge de tirs lliures | Steve Nash       | Phoenix Suns           | 92,1%     |
| Percentatge de triples      | Richard Hamilton | Detroit Pistons        | 45,8%     |

## Premis
- MVP de la temporada
  -  Steve Nash (Phoenix Suns)

- Millor defensor
  -  Ben Wallace (Detroit Pistons)

- Rookie de l'any
  -  Chris Paul (New Orleans/Oklahoma City Hornets)

- Millor sisè home
  -  Mike Miller (Memphis Grizzlies)

- Jugador amb millor progressió
  -  Boris Diaw (Phoenix Suns)

- Entrenador de l'any
  -  Avery Johnson (Dallas Mavericks)

- Primer quintet de la temporada
  - F LeBron James - Cleveland Cavaliers
  - F Dirk Nowitzki - Dallas Mavericks
  - C Shaquille O'Neal - Miami Heat
  - G Kobe Bryant - Los Angeles Lakers
  - G Steve Nash - Phoenix Suns

- Segon quintet de la temporada
  - F Elton Brand - Los Angeles Clippers
  - F Tim Duncan - San Antonio Spurs
  - C Ben Wallace - Detroit Pistons
  - G Dwyane Wade - Miami Heat
  - G Chauncey Billups - Detroit Pistons

- Tercer quintet de la temporada
  - F Shawn Marion - Phoenix Suns
  - F Carmelo Anthony - Denver Nuggets
  - C Yao Ming - Houston Rockets
  - G Allen Iverson - Philadelphia 76ers
  - G Gilbert Arenas - Washington Wizards

- Primer quintet defensiu
  - Bruce Bowen - San Antonio Spurs
  - Ben Wallace - Detroit Pistons
  - Andrei Kirilenko - Utah Jazz
  - Ron Artest - Sacramento Kings
  - Kobe Bryant - Los Angeles Lakers
  - Jason Kidd - New Jersey Nets

- Segon quintet defensiu
  - Tim Duncan - San Antonio Spurs
  - Chauncey Billups - Detroit Pistons
  - Kevin Garnett - Minnesota Timberwolves
  - Marcus Camby - Denver Nuggets
  - Tayshaun Prince - Detroit Pistons

- Primer quintet de rookies
  - Chris Paul - New Orleans Hornets
  - Charlie Villanueva - Toronto Raptors
  - Andrew Bogut - Milwaukee Bucks
  - Deron Williams - Utah Jazz
  - Channing Frye - New York Knicks

- Segon quintet de rookies
  - Danny Granger - Indiana Pacers
  - Raymond Felton - Charlotte Bobcats
  - Luther Head - Houston Rockets
  - Josh Smith - Atlanta Hawks
  - Ryan Gomes - Boston Celtics